# Lam Reh
Lam Reh is een bestuurslaag in het regentschap Aceh Besar van de provincie Atjeh, Indonesië. Lam Reh telt 681 inwoners (volkstelling 2010).